# Park Narodowy Vorpommersche Boddenlandschaft
Park Narodowy Vorpommersche Boddenlandschaft (niem. Nationalpark Vorpommersche Boddenlandschaft) – największy park narodowy Meklemburgii-Pomorza Przedniego (powierzchnia 786 km²) i trzeci co wielkości w Niemczech. Jest usytuowany na wybrzeżu Bałtyku. Obejmuje kilka półwyspów, wysp i obszarów przybrzeżnych będących w powiecie Vorpommern-Rügen. Powołany został 1 października 1990 r.

## Obszar
Park Narodowy sięga od zachodniego wybrzeża pόłwyspu Darß, aż do zachodniego wybrzeża wyspy Rugii. Składa się on w znacznej mierze z powierzchni wodnych. Należą do nich wybrzeże Morza Bałtyckiego (granicą jest głębokość 10 m), zatoki na południe od Darß i Zingst oraz powierzchnie wodne między wyspami Hiddensee i Rugią. W skład parku wchodzą również wyspy Hiddensee, część Rugii, Ummanz, kilka malutkich wysepek pomiędzy tymi miejscami, a także wiele lagun między lądami.

## Fauna i flora
Park znany jest jako największe w Europie miejsce zimowania żurawi – jesienią przylatuje tu ponad 30 tys. tych ptaków.